# Iridopsis leucochitonia
Iridopsis leucochitonia là một loài bướm đêm trong họ Geometridae.